# Ферне-Вольтер
Ферне́-Вольте́р (іст. Ферней) (фр. Ferney-Voltaire) — муніципалітет у Франції, у регіоні Овернь-Рона-Альпи, департамент Ен. Населення — 10 920 осіб (01.01.2021).
Муніципалітет розташований на відстані близько 410 км на південний схід від Парижа, 115 км на північний схід від Ліона, 70 км на схід від Бург-ан-Бресса. Відстань до швейцарської Женеви близько 8 км.  Ферне-Вольтер фактично став «закордонним передмістям» Женеви.

## Історія
До 2015 року муніципалітет перебував у складі регіону Рона-Альпи. Від 1 січня 2016 року належить до нового об'єднаного регіону Овернь-Рона-Альпи.

## Демографія
Динаміка населення (Cassini ):
Розподіл населення за віком та статтю (2006):
| Стать | Всього | До 15 років | 15-24 | 25-44 | 45-64 | 65-85 | Понад 85 |
| --- | ------ | ----------- | ----- | ----- | ----- | ----- | -------- |
| Чоловіки | 3655   | 760         | 378   | 1319  | 839   | 332   | 27       |
| Жінки | 3994   | 678         | 380   | 1349  | 1107  | 449   | 31       |
| \| Статево-вікова піраміда \| Статево-вікова піраміда \| Статево-вікова піраміда \| \| ----------------------- \| ----------------------- \| ----------------------- \| \| Чоловіки \| Вік \| Жінки \| \| 27 \| 85 + \| 31 \| \| 43 \| 80-84 \| 74 \| \| 31 \| 75-79 \| 86 \| \| 94 \| 70-74 \| 125 \| \| 164 \| 65-69 \| 164 \| \| 168 \| 60-64 \| 222 \| \| 203 \| 55-59 \| 316 \| \| 203 \| 50-54 \| 273 \| \| 265 \| 45-49 \| 296 \| \| 285 \| 40-44 \| 316 \| \| 289 \| 35-39 \| 351 \| \| 363 \| 30-34 \| 304 \| \| 382 \| 25-29 \| 378 \| \| 199 \| 20-24 \| 176 \| \| 179 \| 15-20 \| 204 \| \| 253 \| 10-14 \| 187 \| \| 203 \| 5-9 \| 238 \| \| 304 \| 0-4 \| 253 \| |        |             |       |       |       |       |          |
| Статево-вікова піраміда |        |             |       |       |       |       |          |
| Чоловіки | Вік    | Жінки       |       |       |       |       |          |
| 27 | 85 +   | 31          |       |       |       |       |          |
| 43 | 80-84  | 74          |       |       |       |       |          |
| 31 | 75-79  | 86          |       |       |       |       |          |
| 94 | 70-74  | 125         |       |       |       |       |          |
| 164 | 65-69  | 164         |       |       |       |       |          |
| 168 | 60-64  | 222         |       |       |       |       |          |
| 203 | 55-59  | 316         |       |       |       |       |          |
| 203 | 50-54  | 273         |       |       |       |       |          |
| 265 | 45-49  | 296         |       |       |       |       |          |
| 285 | 40-44  | 316         |       |       |       |       |          |
| 289 | 35-39  | 351         |       |       |       |       |          |
| 363 | 30-34  | 304         |       |       |       |       |          |
| 382 | 25-29  | 378         |       |       |       |       |          |
| 199 | 20-24  | 176         |       |       |       |       |          |
| 179 | 15-20  | 204         |       |       |       |       |          |
| 253 | 10-14  | 187         |       |       |       |       |          |
| 203 | 5-9    | 238         |       |       |       |       |          |
| 304 | 0-4    | 253         |       |       |       |       |          |

## Економіка
2010 року серед 5664 осіб працездатного віку (15—64 років) 4355 були активними, 1309 — неактивними (показник активності 76,9%, у 1999 році було 70,8%). З 4355 активних мешканців працювало 3877 осіб (2046 чоловіків та 1831 жінка), безробітними було 478 (193 чоловіки та 285 жінок). Серед 1309 неактивних 502 особи були учнями чи студентами, 246 — пенсіонерами, 561 була неактивною з інших причин.
 
У 2010 році в муніципалітеті нараховувалось 3465 оподаткованих домогосподарств, у яких проживали 7328 осіб, медіана доходів виносила 19 973,5 євро на одного споживача.

## Вольтер

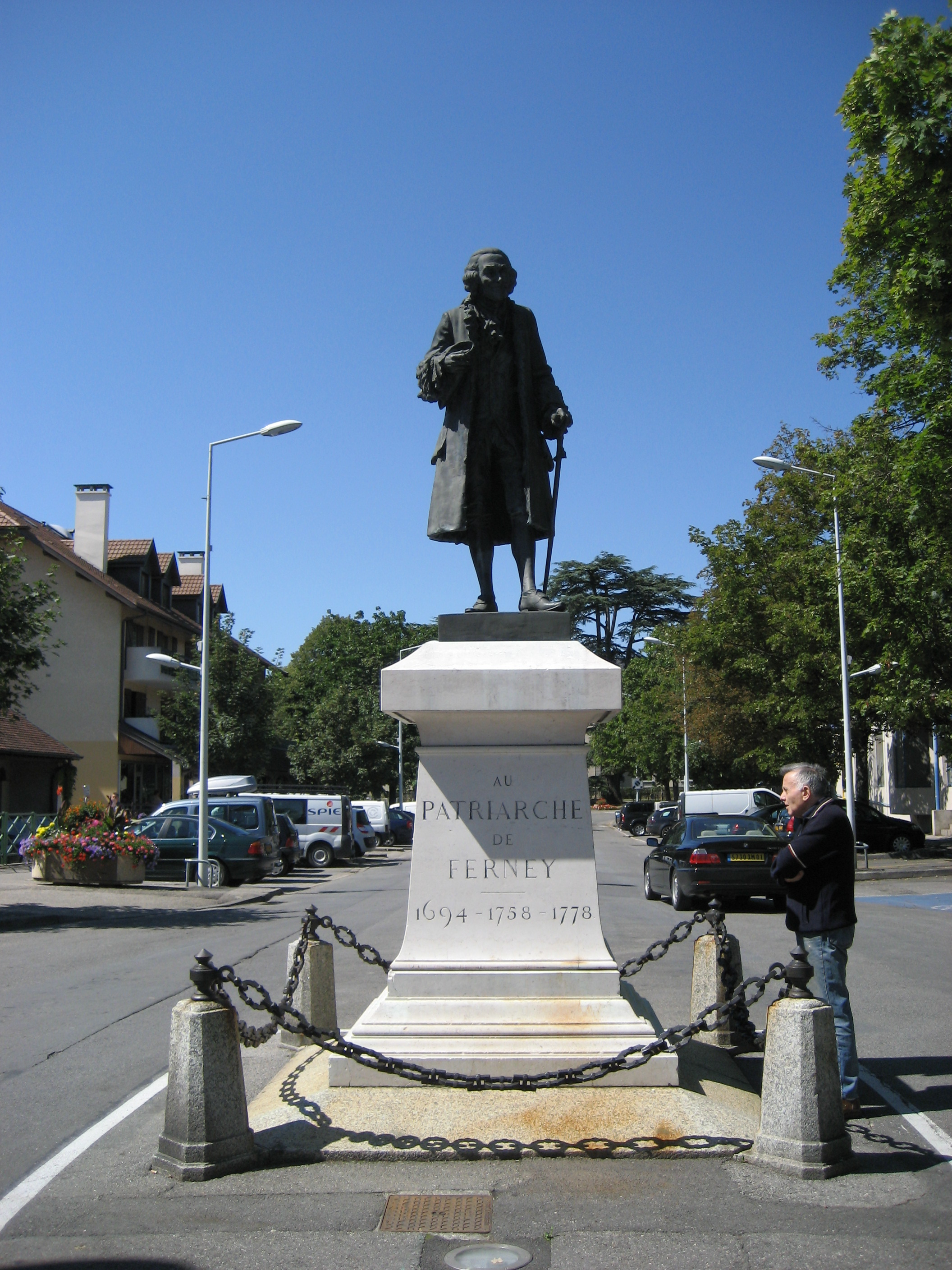
Статуя Вольтера в центрі міста (1890)

З 1759 по 1778 Ферней був місцем проживання французького письменника й філософа Вольтера, якого інколи називають «фернейським патріархом» . Тут, неподалік швейцарського кордону, Вольтер придбав садибу. Його вплив на місто був всеохопним. На момент прибуття філософа населення Фернея становило тільки сто п'ятдесят мешканців. Завдяки Вольтеру за кілька років тут відбувся економічний і демографічний розквіт. Він побудував для переселенців сто будинків, фінансував зведення місцевої церкви, школи, лікарні, резервуару для води й фонтану. Крім того, Вольтер осушив болото, розробив неродючі землі, запровадив кустарну промисловість, що нині вважається однією з найкращих серед гончарів і годинникарів сучасної Франції. Однією з причин його переселення з Женеви була сувора кальвіністська заборона театральних вистав, тому Вольтер заснував у місті театр, до якого, щоб побачити вистави його п'єс, їздили заможні люди з Женеви. Ферней став місцем паломництва нової інтеліґенції. Під час проживання письменника населення Фернея збільшилося на понад 1000 мешканців. Вольтер жив там протягом останніх 20 років свого життя, перш ніж повернутися до Парижа, де він помер 1778 року.
Після Французької революції місто було перейменоване на «Ферне-Вольтер» на його честь. Статуя Вольтера, яку називають «Благодійник Фернея», роміщена в центрі міста.

## Галерея зображень

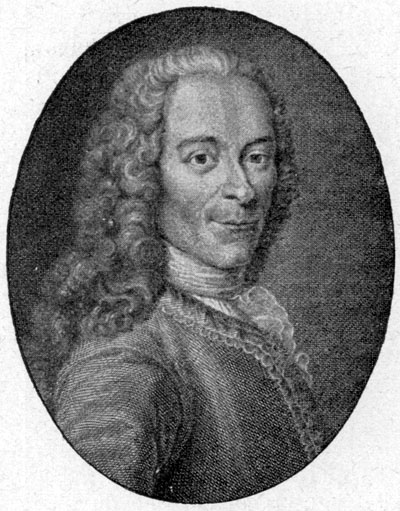
Вольтер
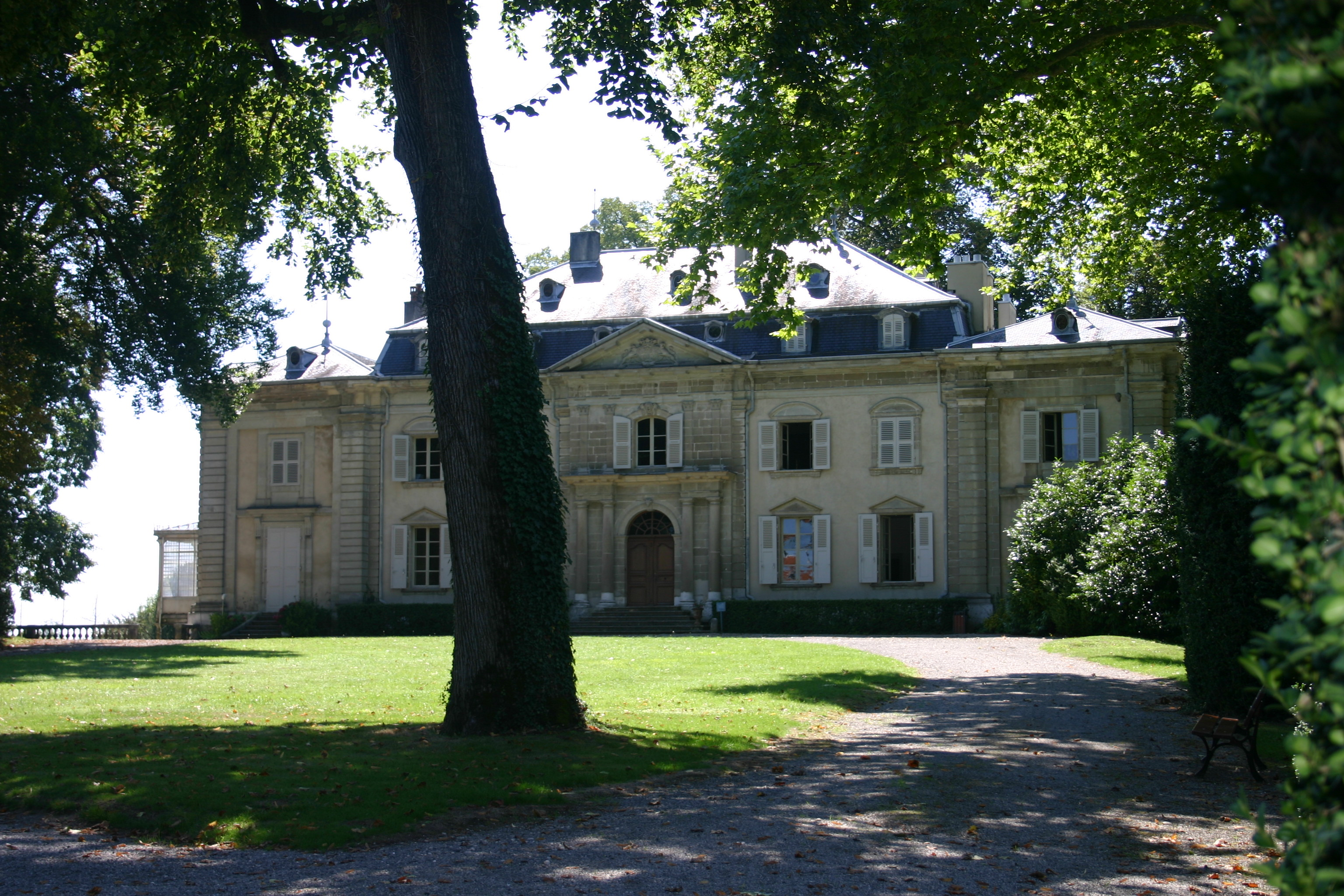
Будинок Вольтера (Château de Voltaire)
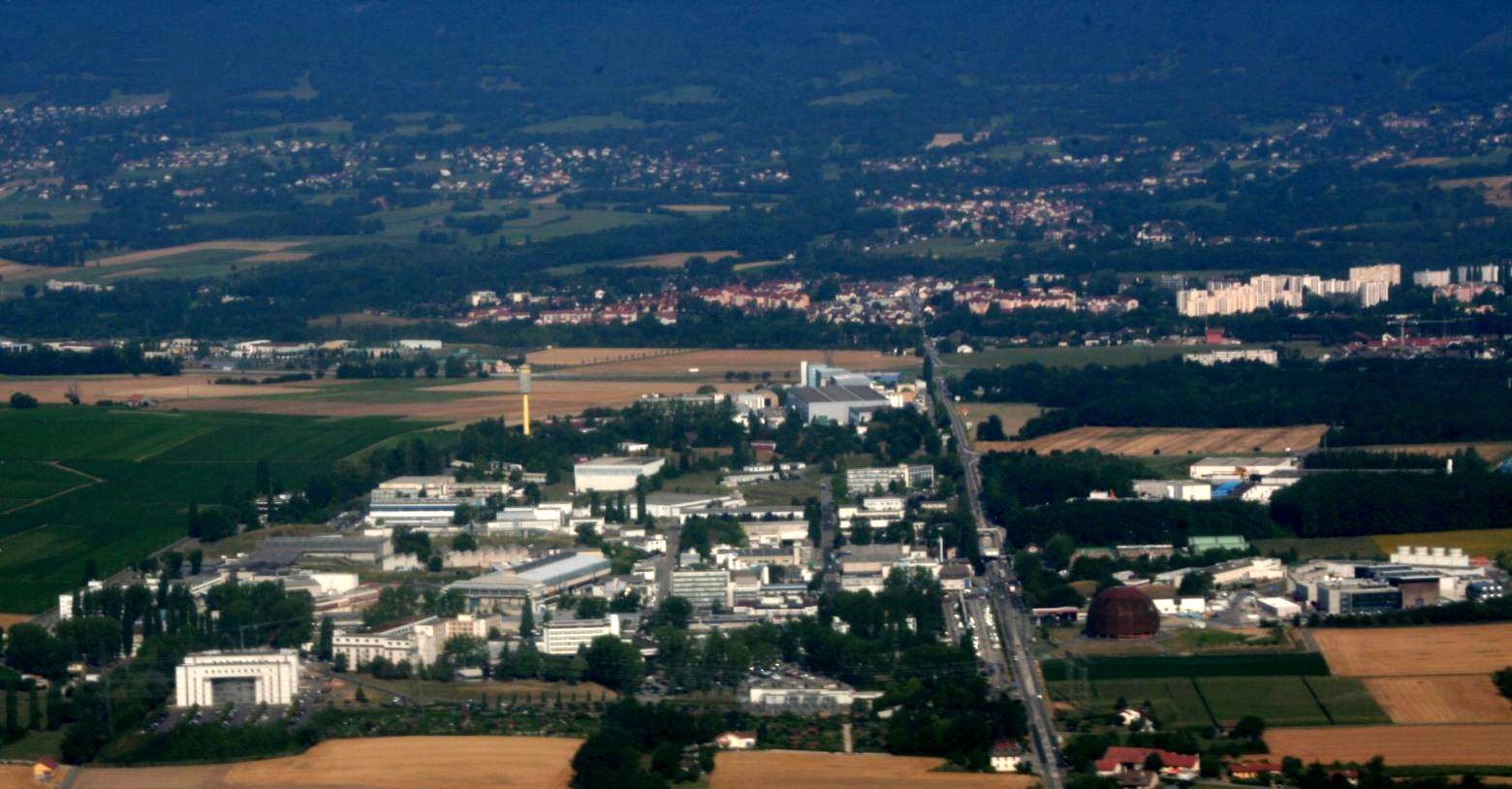
Церн (CERN)